# GeForce FX

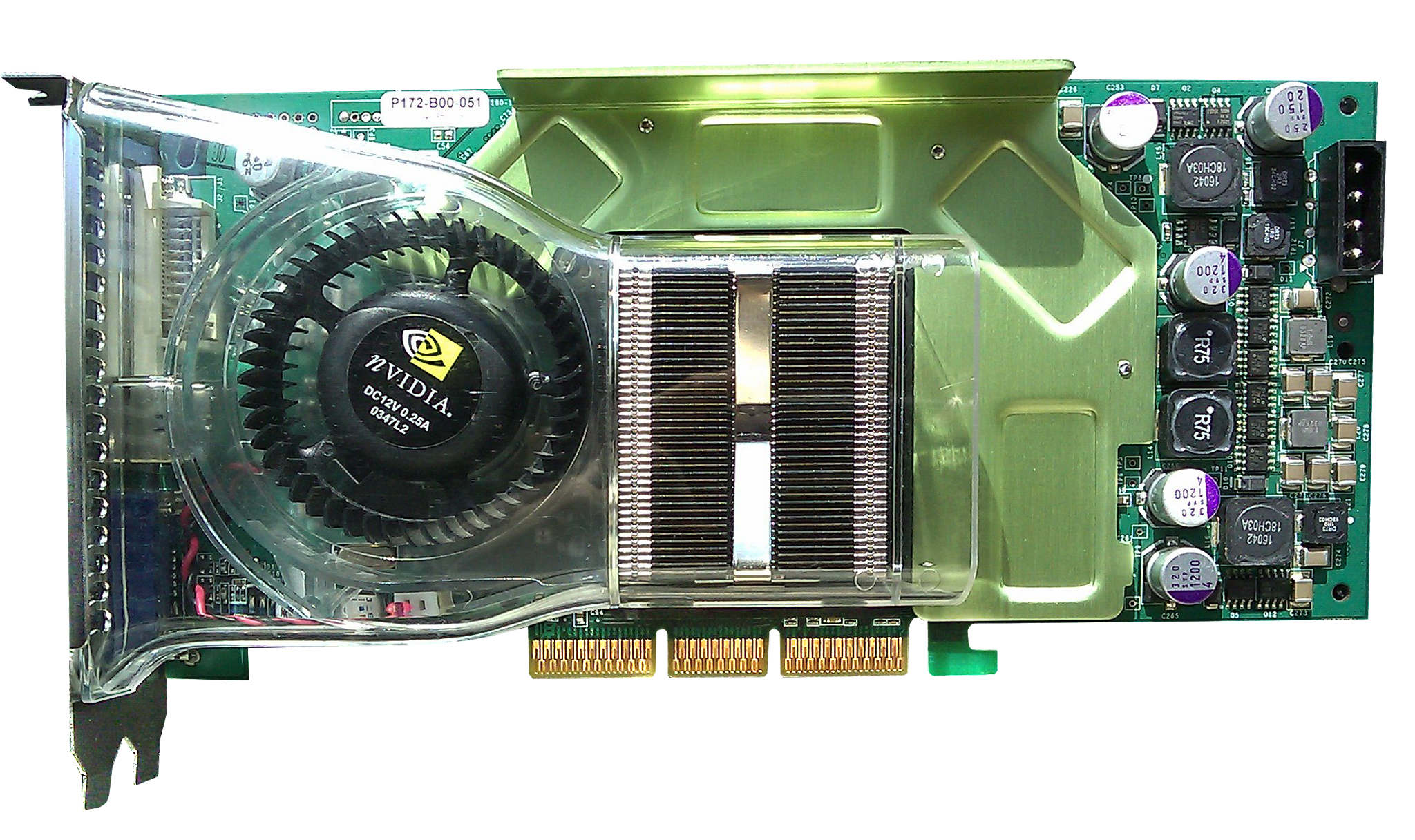
NVIDIA GeForce FX 5950 Ultra

GeForce FX (případně „GeForce 5“ series nebo kódových označením NV30) je 5. generace grafických karet GeForce firmy nVidia. Obsahuje kompletní podporu od DirectX 5.0 až po DirectX 9.0a. Podpora pokročilých Pixel a Vertex Shaderů 2.0+ dokonce přesahuje specifikace DirectX 9.0.
I přes absenci podpory DirectX 9.0c se dobře uchytila na trhu.

## Podpora
| DirectX     | 9.0                          |
| Shaderů     | 2.0+                         |
| AGP         | 8x                           |
| Jádro       | 256bitové                    |

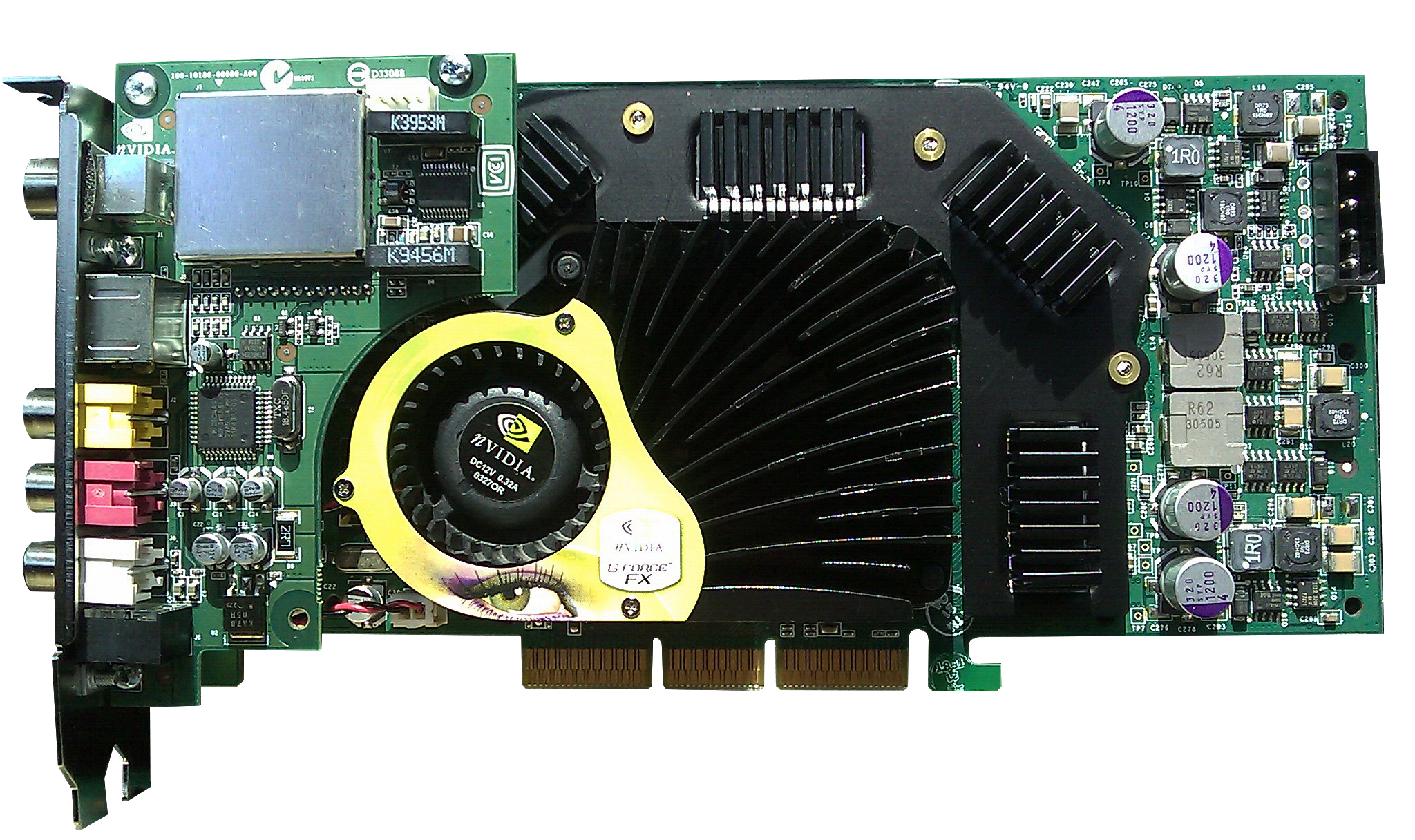
Personal Cinema FX 5900

| Technologie | CineFX Engine, Intellisample |

## Řady
Karty jak byly zařazeny na trhu:

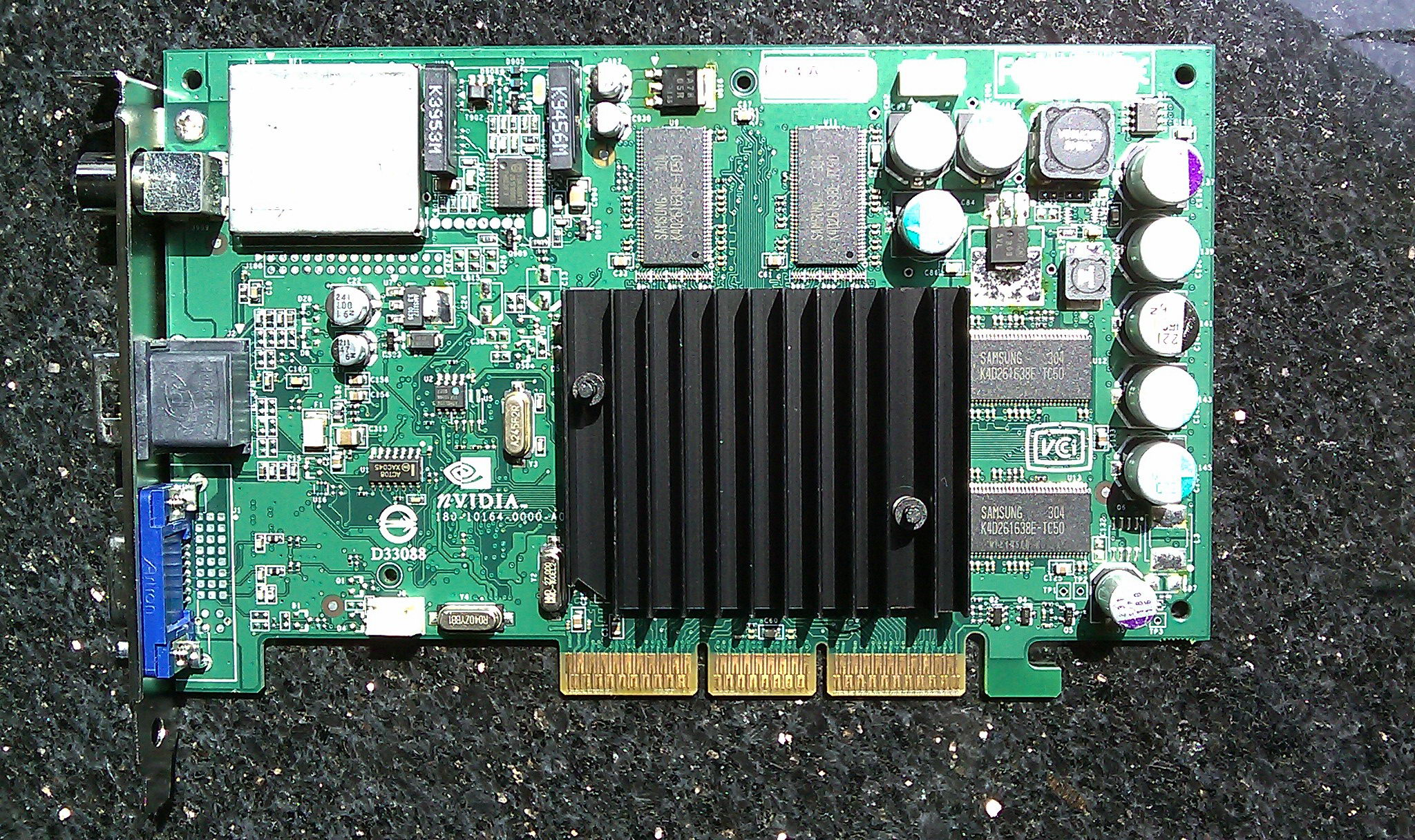
Personal Cinema FX 5200

- Nejnižší třída - 5100, 5200, 5300, 5500
- Střední třída - 5600, 5700, 5750
- Nejvyšší třída - 5800, 5900, 5950

| Jméno GPU | Obchodní název                                   |
| --------- | ------------------------------------------------ |
| NV30      | GeForce FX 5800 / FX 5800 Ultra                  |
| NV31      | GeForce FX 5600 / FX 5600 Ultra / FX 5600 XT     |
| NV34      | GeForce FX 5100 / FX 5200 / 5200 Ultra / FX 5500 |
| NV35      | GeForce FX 5900 / FX 5900 Ultra / FX 5900 XT     |
| NV36      | GeForce FX 5700 LE / FX 5700 / FX 5700 Ultra     |
| NV38      | GeForce FX 5950                                  |

## Specifikace

### Specifikace GPU čipu

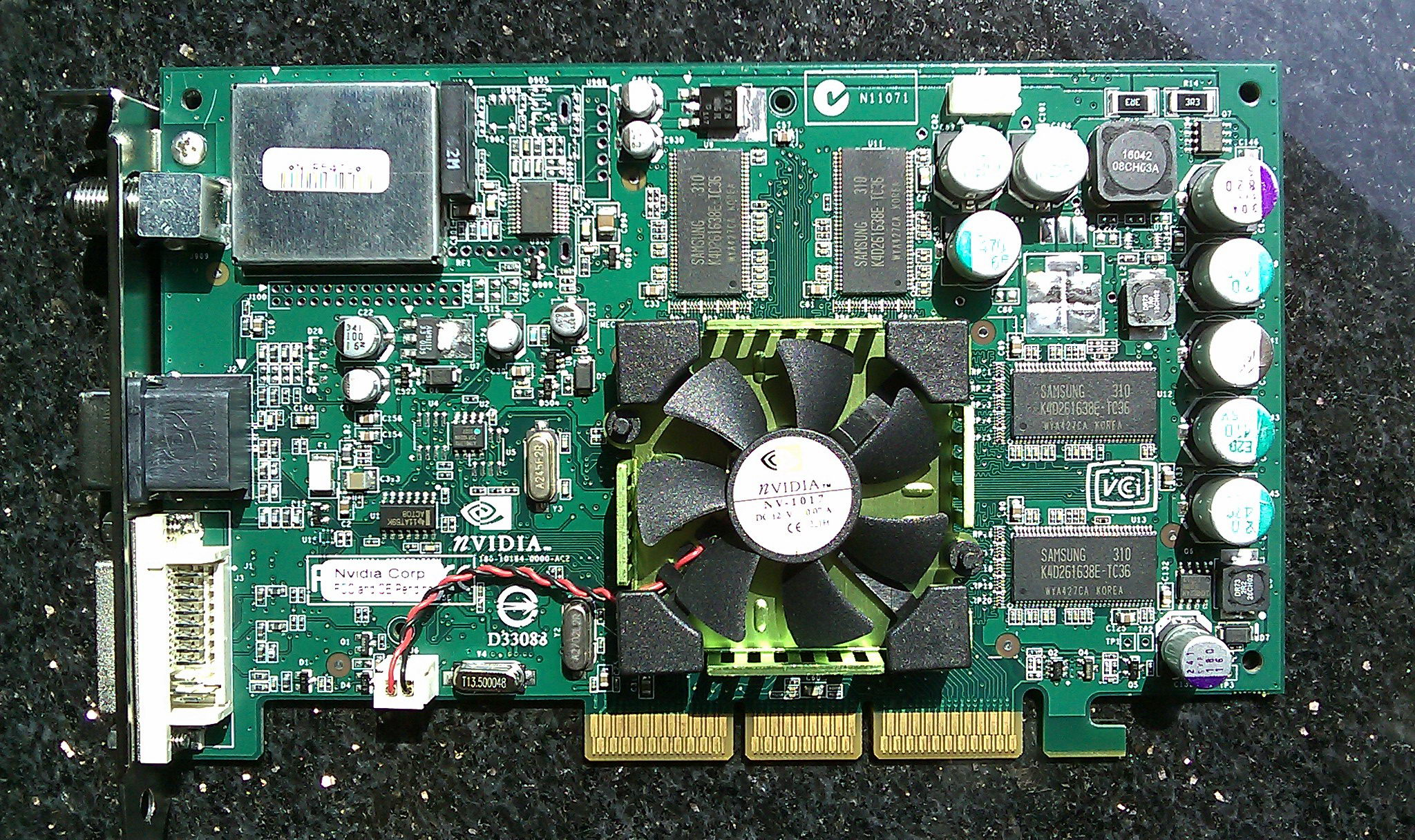
Personal Cinema FX 5600

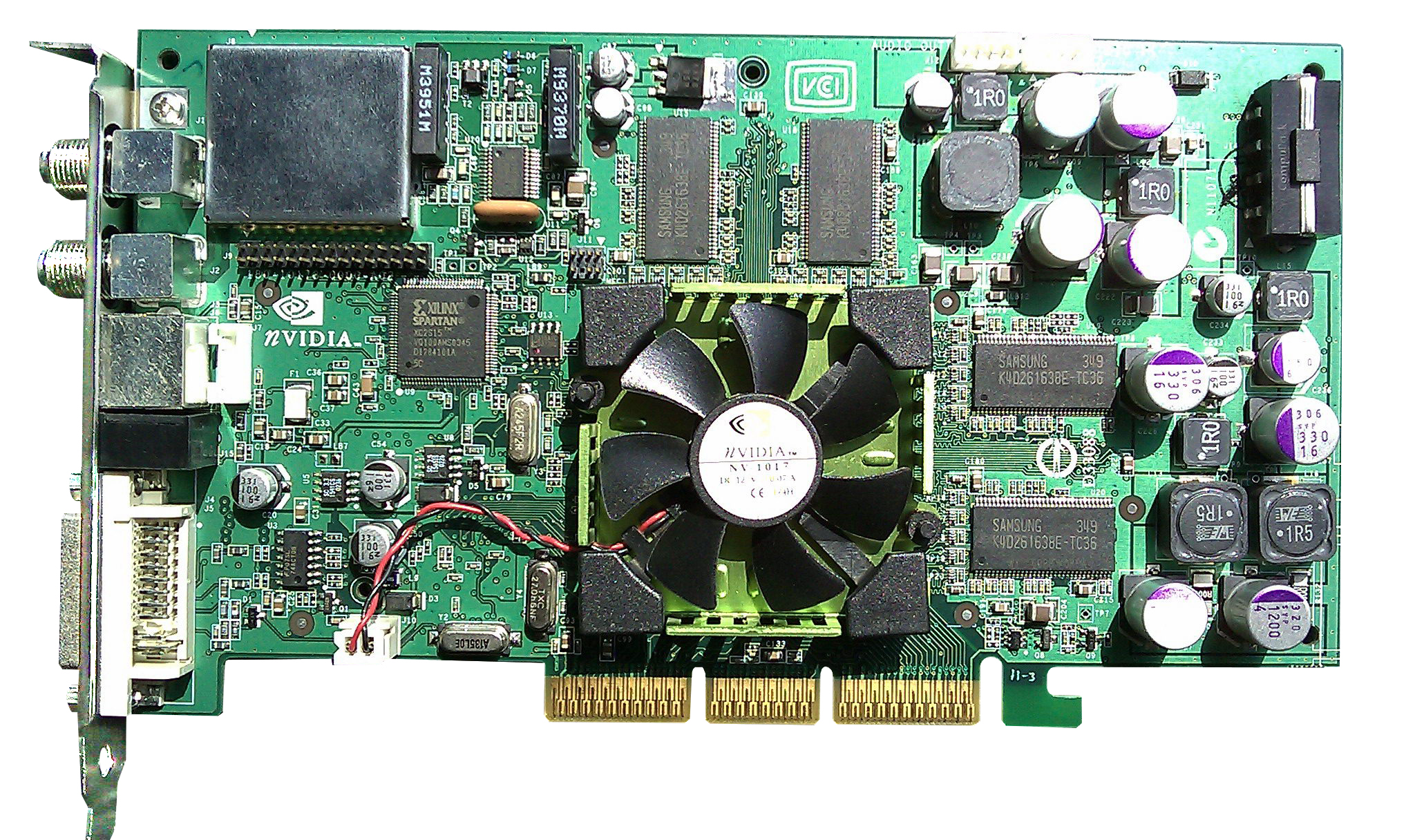
Personal Cinema FX 5700

| Grafika       | Název jádra | Frekvence | Nanotechnologie | Vertex Shaderů | Pixel Pipelines | ROPs jednotky | RAMDAC  |
| FX5100        | NV34        | 250 MHz   | 130 nm          | 2              | 4               | 4             | 400 MHz |
| FX 5200       | NV34        | 250 MHz   | 130 nm          | 2              | 4               | 4             | 400 MHz |
| FX 5200 Ultra | NV34        | 325 MHz   | 130 nm          | 2              | 4               | 4             | 400 MHz |
| FX 5500       | NV34        | 270 MHz   | 130 nm          | 2              | 4               | 4             | 400 MHz |
| FX 5600       | NV31        | 325 MHz   | 130 nm          | 2              | 4               | 4             | 400 MHz |
| FX 5600       | NV31        | 350 MHz   | 130 nm          | 2              | 4               | 4             | 400 MHz |
| FX 5700 LE    | NV31        | 250 MHz   | 130 nm          | 3              | 4               | 4             | 400 MHz |
| FX 5700       | NV31        | 425 MHz   | 130 nm          | 3              | 4               | 4             | 400 MHz |
| FX 5700 Ultra | NV31        | 475 MHz   | 130 nm          | 3              | 4               | 4             | 400 MHz |
| FX 5800       | NV30        | 400 MHz   | 150 nm          | 3              | 8               | 4             | 400 MHz |
| FX 5800 Ultra | NV30        | 500 MHz   | 150 nm          | 3              | 8               | 4             | 400 MHz |
| FX 5900       | NV35        | 400 MHz   | 150 nm          | 3              | 8               | 4             | 400 MHz |
| FX 5900 Ultra | NV35        | 450 MHz   | 150 nm          | 3              | 8               | 4             | 400 MHz |
| FX 5900 XT    | NV35        | 400 MHz   | 150 nm          | 3              | 8               | 4             | 400 MHz |
| FX 5950       | NV35        | 475 MHz   | 150 nm          | 3              | 8               | 4             | 400 MHz |

### Výkon grafického čipu
| Grafika       | Fill Rate         | Vertices za sekundu | Vertex enginy | Komprese Z | Komprese barev | Max. fillrate | Transformace |
| FX 5200 Ultra | 1,3 mil. texelů/s | 81 milionů          |               |            |                |               |              |
| FX 5800       |                   |                     | FP Array      | 4:1        | 4:1            |               |              |
| FX 5800 Ultra |                   |                     |               |            |                | 4 Gpx.        | 350 MT       |
| FX 5900       |                   |                     | FP Array      | 4:1        | 4:1            |               |              |

### Specifikace paměťové části
| Grafika       | Frekvence pamětí | Standardní velikost | Šířka paměťové sběrnice | Propustnost pamětí |
| FX 5100       | 200 MHz DDR      |                     | 64bit                   | 3,2 GB/s           |
| FX 5200       | 200 MHz DDR      | 128 MB              | 64 nebo 128bit          | 3,2-6,4 GB/s       |
| FX 5200 Ultra | 325 MHz DDR      | 128 MB              | 128bit                  | 10,4GB/s           |
| FX 5500       | 200 MHz DDR      |                     | 64bit                   | 3,2GB/s            |
| FX 5600       | 275 MHz DDR      |                     | 64 nebo 128bit          | 4,4-8,8 GB/s       |
| FX 5600 Ultra | 350 MHz          |                     | 128bit                  | 11,2 GB/s          |
| FX 5700 LE    | 200 MHz DDR      |                     | 64 nebo 128bit          | 3,2-6,4 GB/s       |
| FX 5700       | 250 MHz DDR      |                     | 128bit                  | 8,0 GB/s           |
| FX 5700 Ultra | 450 MHz GDDR2    |                     | 128bit                  | 14,4 GB/s          |
| FX 5800       | 400 MHz GDDR2    |                     | 128bit                  | 12,8 GB/s          |
| FX 5800 Ultra | 500 MHz GDDR2    |                     | 128bit                  | 16 GB/s            |
| FX 5900       | 425 MHz GDDR2    |                     | 256bit                  | 27,2 GB/s          |
| FX 5900 Ultra | 425 MHz GDDR2    |                     | 256bit                  | 27,2 GB/s          |
| FX 5900 XT    | 400 MHz GDDR2    |                     | 256bit                  | 22,4 GB/s          |
| FX 5950       | 475 MHz GDDR2    |                     | 256bit                  | 30,4 GB/s          |